# Rodrigo Alvim
Rodrigo Oliveira da Silva Alvim (* 25. November 1983 in Porto Alegre) ist ein ehemaliger brasilianischer Fußballspieler.

## Karriere
Alvim begann das Fußballspielen bei seinem Heimatverein Grêmio Porto Alegre. Dort stieg er bis in den Erstligakader auf. Zur Halbzeit der Saison 2004 wechselte er zum Zweitligisten SER Caxias do Sul. Nachdem Caxias den Klassenerhalt verpasst hatte, blieb er in der zweiten Liga und schloss sich Vila Nova an, ging aber schon im Jahr darauf wieder weiter zu Paraná Clube.
Im Sommer 2006 wechselte der linke Verteidiger nach Europa zu Belenenses Lissabon. Mit den Portugiesen wurde er in der Saison 2006/07 Fünfter der Landesmeisterschaft und stand im Pokalfinale. In der Saison 2007/08 spielte er mit Belenenses im UEFA-Pokal, schied aber gegen den FC Bayern München in der ersten Runde aus. Die Meisterschaft schloss man als Achter ab. In den beiden Jahren beim portugiesischen Hauptstadtclub war Alvim Stammspieler und kam auf 57 Ligaeinsätze.
Zur Saison 2008/09 wechselte der Brasilianer zum VfL Wolfsburg, wo er einen Dreijahresvertrag unterschrieb. Gleich in seiner ersten Saison in Deutschland konnte Alvim mit den Wölfen den deutschen Meistertitel gewinnen, auch wenn er sich im Kader noch nicht durchsetzen konnte und nur zu Saisonbeginn zweimal zum Einsatz kam.
In der Winterpause der Saison 2009/10 wurde der Vertrag zwischen Alvim und Wolfsburg aufgelöst und er wechselte in seine Heimat zu Flamengo Rio de Janeiro. In der Saison 2012 stand er beim Joinville EC unter Vertrag, von wo er 2013 zum Paysandu Sport Club wechselte. Auf beiden Stationen kam er kaum zum Einsatz. Im Herbst 2014 wechselte er in die Vereinigten Staaten, wo er Ende 2016 seine Laufbahn beendete.

## Erfolge
- Deutscher Meister mit VfL Wolfsburg: 2009